# Challenger de Pau 2023
El torneo Teréga Open Pau–Pyrénées 2023 fue un torneo de tenis perteneció al ATP Challenger Tour 2023 en la categoría Challenger 125. Se trató de la 5ª edición; el torneo tuvo lugar en la ciudad de Pau (Francia), desde el 27 de febrero hasta el 5 de marzo de 2023 sobre pista dura bajo techo.

## Jugadores participantes del cuadro de individuales
| Favorito | País                        | Jugador            | Rank1 | Posición en el torneo |
| -------- | --------------------------- | ------------------ | ----- | --------------------- |
| 1        | Bandera de Francia          | Arthur Rinderknech | 72    | Semifinales           |
| 2        | Bandera de Francia          | Ugo Humbert        | 85    | FINAL                 |
| 3        | Bandera de los Países Bajos | Gijs Brouwer       | 116   | Segunda ronda         |
| 4        | Bandera de Francia          | Arthur Fils        | 118   | Primera ronda         |
| 5        | Bandera de Italia           | Raúl Brancaccio    | 123   | Primera ronda         |
| 6        | Bandera de Italia           | Giulio Zeppieri    | 127   | Baja                  |
| 7        | Bandera de Bélgica          | Zizou Bergs        | 132   | Segunda ronda         |
| 8        | Bandera de Austria          | Jurij Rodionov     | 134   | Cuartos de final      |
| 9        | Bandera de Alemania         | Jan-Lennard Struff | 136   | Cuartos de final      |

- 1 Se ha tomado en cuenta el ranking del 20 de febrero de 2023.

### Otros participantes
Los siguientes jugadores recibieron una invitación (wild card), por lo tanto ingresan directamente al cuadro principal (WC):
- Gabriel Debru
- Calvin Hemery
- Mark Lajal

Los siguientes jugadores ingresan al cuadro principal tras disputar el cuadro clasificatorio (Q):
- Ugo Blanchet
- Mathias Bourgue
- Bu Yunchaokete
- Joris De Loore
- Evgeny Donskoy
- Valentin Royer

## Campeones

### Individual Masculino
- Luca Van Assche derrotó en la final a  Ugo Humbert, 7–6(5), 4–6, 7–6(6)

### Dobles Masculino
- Dan Added /  Albano Olivetti derrotaron en la final a  Julian Cash /  Constantin Frantzen, 3–6, 6–1, [10–8]